# Alexander Pinwinkler
Alexander Pinwinkler (Salzburgo, Salzburgo; 6 de mayo de 1975) es un historiador austriaco.

## Vida
Alexander Pinwinkler se graduó en el Kollegium Borromaeum Salzburg de Salzburgo en 1994. Realizó sus estudios de diplomatura en Historia y Estudios Alemanes en la Universidad de Salzburgo de 1994 a 1998, y posteriormente se doctoró en Historia Moderna. Con su tesis doctoral terminada en 2001 con una biografía sobre Wilhelm Winkler, comenzó su examen del área temática de la historia de la ciencia de la población en el siglo XX.
Entre 2001 y 2005, Pinwinkler fue asistente de investigación en el Instituto de Historia de la Universidad de Salzburgo. De 2005 a 2008 continuó esta actividad en el Instituto de Historia Económica y Social de la Universidad de Viena. Como asistente de investigación, trabajó bajo la dirección de Josef Ehmer en un proyecto de la DFG sobre el concepto científico "población" en la historiografía en lengua alemana del siglo XX. En 2007, esta investigación se vio interrumpida temporalmente por una estancia de un año en la Université Louis Pasteur en Estrasburgo. Como investigador postdoctoral allí, participó en un proyecto sobre la historia de la Reichsuniversität Strasbourg alemana bajo la dirección de Norbert Schappacher (1941-1944).
En 2009/10, Pinwinkler fue nombrado investigador visitante en el Centro Marc Bloch. (CMB) en Berlín, donde, con la ayuda de una beca de habilitación de la Fundación Fazit Frankfurt/Main (2010), elaboró un estudio sobre la investigación histórica de la población en Alemania y Austria en el siglo XX, con el que fue habilitado en el Instituto de Historia Económica y Social de la Universidad de Viena en octubre de 2012 y nombrado Privatdozenten de Historia Contemporánea. En 2015 z 2016 Pinwinkler fue profesor visitante en el Departamento de Historia de la Universidad de Salzburgo, y en 2016-2019 realizó investigaciones en la misma institución como científico principal.
Desde 2021 y hasta previsiblemente 2024, Pinwinkler trabaja en un proyecto sobre la historia de la Oficina de Patentes de Austria junto con la historiadora Maria Wirth en el Instituto de Historia Contemporánea de la Universidad de Viena. Además, Pinwinkler es miembro del consejo asesor para los nombres de las calles de la ciudad de Salzburgo. Como colaborador de la Fundación Internacional Mozarteum, investiga la historia de esta institución cultural salzburguesa en el siglo XX.
Pinwinkler imparte regularmente clases como conferenciante o profesor particular en las universidades de Salzburgo (desde 2004) y Viena (desde 2010). También asumió tareas docentes en las universidades de Leipzig. (semestre de invierno 2008/09), Innsbruck (semestre de invierno 2012/13) y Linz (semestre de verano de 2014).
Alexander Pinwinkler está casado desde 2021 y vive en Baja Austria.

## Premios y nombramientos
- Premio del Jubileo 2014 de la editorial Böhlau de Viena, concedido por la Academia Austriaca de Ciencias.
- Premio Theodor Körner de 2010 para la promoción de la ciencia y las artes.

## Trabajos

### Monografías
- La "generación fundadora" de la Universidad de Salzburgo: biografías, redes, políticas de nombramiento, 1960-1975. Böhlau, Viena y otros. 2020, ISBN 978-3-205-20937-9.
- Investigación histórica de la población. Alemania y Austria en el siglo XX". Wallstein, Göttingen 2014, ISBN 978-3-8353-1408-5.
- con Gudrun Exner, Josef Kytir: Bevölkerungswissenschaft in Österreich in der Zwischenkriegszeit (1918-1938): Personas, instituciones, discursos (= Schriften des Instituts für Demographie der Österreichischen Akademie der Wissenschaften.) Vol. 18). Böhlau, Viena et al. 2004, ISBN 3-205-77180-X.
- Wilhelm Winkler (1884-1984) - una biografía. Zur Geschichte der Statistik und Demographie in Österreich und Deutschland (= Schriften zur Wirtschafts- und Sozialgeschichte. Vol. 75). Duncker & Humblot, Berlín 2003, ISBN 3-428-10864-7.

### Redacciones
- con Oliver Rathkolb: La Fundación Internacional Mozarteum y el nacionalsocialismo. Influencias políticas en la organización, investigación, museo y biblioteca de Mozart". Pustet, Salzburgo 2022, ISBN 978-3-7025-1022-0.
- con Johannes Koll: ¿Demasiado honor? Perspectivas interdisciplinarias sobre los honores académicos en Alemania y Austria". Böhlau, Viena y otros. 2019, ISBN 978-3-205-20680-4.
- con Michael Fahlbusch, Ingo Haar: Handbuch der völkischen Wissenschaften. Actores, redes, programas de investigación". Con la colaboración de David Hamann. 2ª edición completamente revisada y ampliada. 2 vols. De Gruyter Oldenbourg, Berlín 2017, ISBN 978-3-11-042989-3.
- con Thomas Weidenholzer: Schweigen und erinnern. El problema del nacionalsocialismo después de 1945" (= "La ciudad de Salzburgo bajo el nacionalsocialismo", vol. 7). Stadtarchiv und Statistik der Stadt Salzburg, Salzburgo 2016, ISBN 978-3-900213-31-2.
- con Annemarie Steidl, Thomas Buchner, Werner Lausecker, Sigrid Wadauer, Hermann Zeitlhofer: Transiciones e intersecciones. Historia del Trabajo, Migración, Población e Historia de la Ciencia en Discusión. Böhlau, Viena et al. 2008, ISBN 978-3-205-77805-9.
- con Josef Ehmer, Werner Lausecker: Population Constructions in 20th Century History, Social Sciences and Politics. Perspectivas transdisciplinarias e internacionales (= Historical Social Research/Historische Sozialforschung.) Número especial 31, nº 4). Colonia 2006.